# 成田泰之
成田 泰之（なりた やすゆき）は、江戸時代前期の武将。下野国烏山藩の第2代藩主。初代藩主・成田泰親の次男。官途名は左馬助。母は上杉憲盛の娘。

## 生涯
慶長20年（1615年）、弟の泰直と共に大坂夏の陣に従軍し、戦功を挙げた。『成田系図』によれば泰之は冬の陣に続いての出陣であり、同年5月7日の天王寺の戦いにおいて相手の首を数個討ち取ったと記している。一方、泰之の父・泰親からは家臣の青木与兵衛に宛て、泰之・泰直兄弟の働きについて青木に感謝を述べる内容の書状が送られている。
年次未詳だが、泰親からは家臣の青木与兵衛に宛て、泰之・泰直兄弟の小姓の振る舞いについて諌める内容の書状が送られており、後の内紛の一因となったと推測されている。
元和2年12月18日（1617年1月25日）、父・泰親が死去した。長男の重長は慶長8年（1603年）死去しており、重長の嫡子・房長は幼年のため、房長の成人するまでという条件で次男の泰之が家督を継いだ。一方、『徳川除封加封録』によれば泰親の死後、一旦は改易されたが領地を完全に召し上げられた訳ではなく烏山1万石の領主として存続したと記されている。また、『断家譜』によれば房長が成人するまでとの条件で烏山1万石を賜ったと記されている。
元和8年11月7日（1622年12月9日）、死去した。『烏山城主書上』によれば泰之の死後、弟の泰直と甥の房長との間で家督争いが起き、騒動の結果、家が滅んだと記されているが、『断家譜』によれば泰之に実子がないという理由から領地が召し上げられたと記されている。成田氏の断絶後、烏山には常陸国小張から松下重綱が入封した。
『寛政重修諸家譜』によると、成田氏の嫡流は房長の子の正安が元禄4年（1691年）に御家人に列し、子の正末の代に旗本に昇格し、その婿養子の正之は勘定衆となったと記されている。